# وكالة السلامة البحرية الأوروبية
الوكالة الأوروبية للسلامة البحرية (بالإنجليزية: European Maritime Safety Agency)‏ والمعروفة اختصاراً بـ EMSA هي وكالة تابعة للاتحاد الأوروبي مكلفة بالحد من مخاطر الحوادث البحرية والتلوث البحري الناجم عن السفن وفقدان الأرواح البشرية في البحر من خلال المساعدة في إنفاذ تشريعات الاتحاد الأوروبي ذات الصلة. يقع مقرها الرئيسي في لشبونة .

## المهمة
تقوم الوكالة الأوروبية للسلامة البحرية بالمهام التالية:
- مساعدة المفوضية في إعداد تشريعات الاتحاد الأوروبي في مجال السلامة البحرية ومنع التلوث الناتج عن السفن
- مساعدة المفوضية في التنفيذ الفعال لتشريعات الاتحاد الأوروبي بشأن السلامة البحرية والأمن البحري، ولا سيما من خلال مراقبة الأداء العام لنظام مراقبة دولة الميناء في الاتحاد الأوروبي
- تنظيم الأنشطة التدريبية وتطوير الحلول التقنية وتقديم المساعدة التقنية المتعلقة بتنفيذ تشريعات الاتحاد الأوروبي
- المساعدة في تطوير منهجية مشتركة للتحقيق في الحوادث البحرية
- توفير بيانات عن السلامة البحرية والتلوث الناتج عن السفن والمساعدة في تحسين تحديد ومطاردة السفن التي تقوم بعمليات تفريغ غير قانونية

ولتحقيق ذلك تتعاون الوكالة بشكل وثيق مع الخدمات البحرية للدول الأعضاء.

## التاريخ والهيكل
تأسست الوكالة في عام 2002 بعد أن تبنى الاتحاد الأوروبي حزمًا كبيرة من التشريعات المتعلقة بالأمن البحري في أعقاب كوارث الشحن الكبرى في المياه الأوروبية، مثل تلك التي نتجت عن العبارة إستونيا وناقلتي النفط إريكا وبرستيج ‏. وكان هناك شعور بضرورة وجود وكالة فنية متخصصة للإشراف على فرض هذا التشريع والمساعدة في تنفيذه.
يقع المقر الرئيسي للوكالة في لشبونة عاصمة البرتغال، وتم نقلها في يونيو 2009 إلى مبان جديدة مشيدة خصيصاً لها وسط لشبونة. يبلغ عدد موظفيها أقل من 200 موظف وتدير شبكة صغيرة (في نهاية عام 2009، 16 سفينة) من سفن استخراج النفط الاحتياطية المتعاقد عليها من القطاع التجاري، وهي مصممة لتوفير قدرة إضافية على موارد الاستجابة الخاصة بالدول الأعضاء. كانت ميزانية عام 2008 للوكالة أكثر بقليل من 50 مليون يورو، أكثر من 18مليون يورو منها مخصصة لمهام الاستجابة لتلوث البحر.